# 51-я танковая дивизия (СССР)
51-я танковая дивизия — воинское соединение Красной армии Вооружённых Сил СССР в Великой Отечественной войне.
Условное наименование — войсковая часть (в/ч) № 4865.
Сокращённое наименование — 51 тд.

## История дивизии
Сформирована в марте 1941 года в Орловском военном округе.
В действующей армии с июня 1941 по июль 1941.
Управление дивизии до войны дислоцировалось в Брянске. С началом боевых действий соединение подчинено в составе корпуса 24-й армии, но на 01.07.1941 года переподчинено 19-й армии. При этом большинство частей дивизии осталось в штатах мирного времени, а по состоянию матчасти не дотягивали и до них. Так, например, штатная потребность в автотранспорте на 03.07.1941 составляла 80 %. В силу этих причин 51-я танковая дивизия осталась на доукомплектовании в районе Ржева за исключением 102-го танкового полка, который командованием 23-го механизированного корпуса был направлен под Витебск, где 10.07.1941 года участвовал в нескольких попытках выбить противника с плацдарма в восточной части города вместе с 220-й моторизованной дивизией. Стремительной ночной атакой они заняли всю восточную (левобережную) часть города, форсировали реку. Задача стояла выбить врага с витебского аэродрома. Танкисты немцев оттеснили, пехота заняла аэродром вслед за танками. 
Неоднократно атакуя, машины вышли из боя с минимальным количеством горючего. Затем им пришлось с почти пустыми баками встретить вражеские танки, ведь уже на следующее утро началось немецкое контрнаступление. К исходу дня противник отбросил советские подразделения назад.
11 июля немецкие войска полностью заняли город. 12 июля немецкий 39-й мотокорпус сосредоточил у Витебска три дивизии (7-ю тд, 20-ю тд и 20-ю мотодивизию) и перешел в наступление на Смоленском направлении. 14 июля танковый батальон капитана Адильбекова остался прикрывать отход советских частей.
Принимала участие в подготовке оборонительных рубежей (Селижарово, Оленино, Васильево).
15 июля 1941 года переименована в 110-ю танковую дивизию и передана в 31-ю армию.

## Подчинение
| Дата                | Фронт (округ)           | Армия      | Корпус (группа)              | Примечания |
| ------------------- | ----------------------- | ---------- | ---------------------------- | ---------- |
| 22 июня 1941 года   | Орловский военный округ |            | 23-й механизированный корпус |            |
| 01 июля 1941 года   | Резерв Ставки ВГК       | 19-я армия | 23-й механизированный корпус |            |
| 10 июля 1941 года   | Резерв Ставки ВГК       |            |                              |            |
| с 13 июля 1941 года | Резервный фронт         | 31-я армия |                              |            |

## Состав
- 101-й танковый полк: командир подполковник П. А. Юдин
- 102-й танковый полк: командир — майор Н. И. Смирнов, начальник штаба — капитан В. Ф. Светлов
- 51-й мотострелковый полк
- 51-й гаубичный артиллерийский полк
- 51-й разведывательный батальон
- 51-й отдельный зенитно-артиллерийский дивизион
- 51-й отдельный батальон связи
- 51-й автотранспортный батальон
- 51-й ремонтно-восстановительный батальон
- 51-й понтонно-мостовой батальон
- 51-й медицинско-санитарный батальон
- 51-я рота регулирования
- 51-й полевой автохлебозавод
- 758-я полевая почтовая станция
- 503-я полевая касса Госбанка

## Командование дивизии

### Командир дивизии
- Чернов, Пётр Георгиевич (11.03.1941 — 15.07.1941), полковник[5]

### Заместитель командира по строевой части
- Арман, Поль Матисович (11.03.1941 — 07.1941), полковник[1]
- c 9 мая 1941 года — ид заместителя командира дивизии Массарыгин, Георгий Семёнович полковник[6].

### Военный комиссар дивизии
- Широков Виктор Прокофьевич (20.03.1941 — 12.07.1941), полковой комиссар[7]

### Начальник штаба дивизии
- Копиенко Владимир Емельянович[8] (12.03.1941 — 12.07.1941), подполковник[1]